# 비에이역
비에이역(일본어: 美瑛駅, びえいえき)은 일본 홋카이도 가미카와 종합진흥국 가미카와 군 비에이정에 있는 후라노 선의 역이다. 역번호는 F37이다.

## 역사
- 1899년 9월 1일 : 개업
- 1905년 4월 1일 : 일본국유철도로 관할 이전
- 1952년 : 현재 역사 준공
- 1982년 11월 15일 : 화물 취급 폐지
- 1987년 4월 1일 : 일본국유철도 민영화로 홋카이도 여객철도로 관할 이전

## 사진

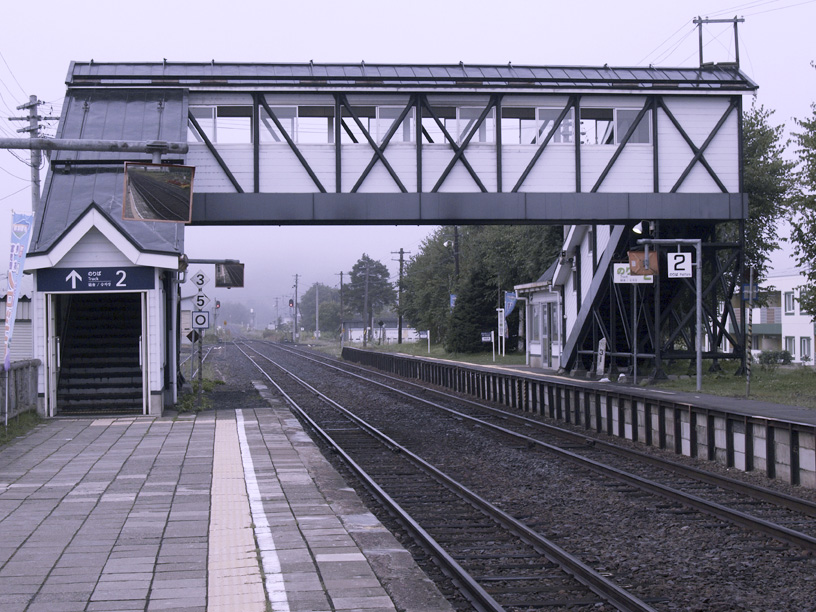
승강장
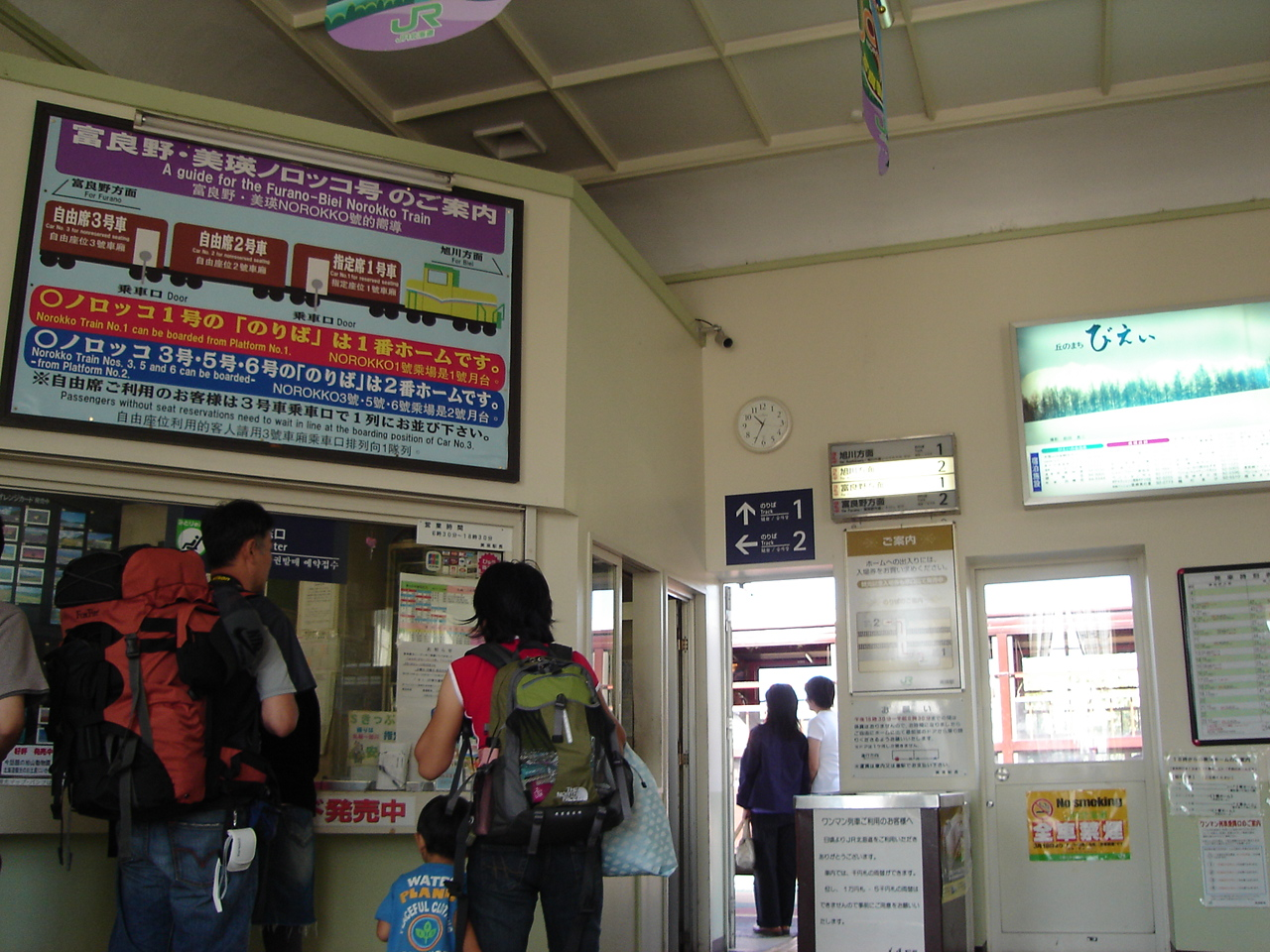
역사 내부

## 인접역
| 홋카이도 여객철도          | 홋카이도 여객철도 | 홋카이도 여객철도    |
| -------------------------- | ----------------- | -------------------- |
| 기타비에이 아사히카와 방면 | 후라노 선         | 비바우시 후라노 방면 |